# IC 4880
IC 4880 ist eine linsenförmige Galaxie vom Hubble-Typ SB0/a im Sternbild Teleskop am Südsternhimmel. Sie ist schätzungsweise 230 Millionen Lichtjahre von der Milchstraße entfernt und hat einen Durchmesser von etwa 115.000 Lj. 

Im selben Himmelsareal befinden sich u. a. die Galaxien IC 4881 und IC 4883.
Das Objekt wurde am 3. Oktober 1901 von DeLisle Stewart entdeckt.